# ثنائي كلورو ثنائي فلورو الميثان
ثنائي كلورو ثنائي فلورو الميثان (يسمّى فريون-12 ويرمز له R-12) هو مركب كيميائي من أحد مركبات كلورو فلورو الكربون، له الصيغة CCl2F2، ويكون على شكل غاز عديم اللون له رائحة تشبه رائحة الإيثر.
كان R-12 يستخدم في السابق كأحد وسائل التثليج، قبل أن يمنع استخدامه في الكثير من دول العالم لضرره البيئي.

## التحضير
يمكن تحضير مركب ثنائي كلورو ثنائي فلورو الميثان من تفاعل رباعي كلوريد الكربون مع فلوريد الهيدروجين بوجود حفاز من خماسي كلوريد الأنتيموان:
{\displaystyle \mathrm {CCl_{4}\ +\ 2\ HF\ \longrightarrow \ CCl_{2}F_{2}\ +\ 2\ HCl} }
إن هذا التفاعل غير امنتقائي، حيث يمكن أن تنتج مركبات الفلوروكلوروكربون أخرى مثل ثلاثي كلورو فلورو الميثان (CCl3F)، وكلورو ثلاثي فلورو الميثان (CClF3)، ورباعي فلورو الميثان (CF4).

## الخصائص
يكون ثنائي كلورو ثنائي فلورو الميثان في الشروط العادية من الضغط ودرجة الحرارة على شكل غاز عديم اللون له رائحة تشبه رائحة الإيثر، وتكون انحلاليته ضعيفة في الماء، لكنه ينحل بشكل جيد في العديد من المذيبات العضوية.
يعد مركب ثنائي كلورو ثنائي فلورو الميثان أحد غازات الدفيئة، وذلك بشكل يفوق تأثير غاز ثنائي أكسيد الكربون بآلاف المرات، كما أن له تأثير مخرّب لطبقة الأوزون (ODP)، حيث يعطى القيمة 1 بالنسبة إلى احتمالية نضوب الأوزون، وهو بذلك يعد مقياساً مرجعياً بالنسبة لباقي المواد الكيميائية.

## الاستخدامات
استخدم ثنائي كلورو ثنائي فلورو الميثان في السابق كأحد المواد المثلّجة وكمادة دافعة للبخاخات، قبل أن يمنع استخدامه في العديد من الدول حسب اتفاقية مونتريال.
على أساس ذلك، جرى استبداله في العديد من التطبيقات وذلك بمواد لا تضر البئية مثل مركب 2،1،1،1-رباعي فلورو الإيثان (R-134a).

## اقرأ أيضاً
- فلورو الميثان
- برومو كلورو ثنائي فلورو الميثان